# جيسي إس. جونز
جيسي إس. جونز (بالإنجليزية: Jesse S. Jones)‏ هو سياسي أمريكي، ولد في 21 مارس 1860 في أورورا في الولايات المتحدة، وتوفي في 7 نوفمبر 1931 في تاكوما في الولايات المتحدة. حزبياً، نشط في الحزب الجمهوري.